# Komlavi Loglo
Komlavi Loglo (Badou, 30 dicembre 1984) è un tennista togolese.

## Carriera
Loglo ha disputato in carriera prevalentemente tornei Futures, sebbene abbia preso parte anche a qualche torneo Challenger. È il primo tennista togolese nel ranking ATP.
Il 31 marzo 2008 venne invitato a partecipare al torneo singolare dei Giochi olimpici di Pechino. Fu il primo tennista togolese a rappresentare il suo paese nei Giochi olimpici. Perse al primo turno contro il sudafricano Kevin Anderson in due set.

## Sponsor ed equipaggiamento
Loglo utilizza una racchetta Babolat "Pure Drive Plus". Ha come sponsor TTK - Tennis Teknology per l'abbigliamento e Babolat per scarpe e racchette.